# جیش الفتح
جیش الفتح، اتاق عملیات نظامی متشکل از هفت گروه اسلام‌گرای مخالف حکومت اسد در جنگ داخلی سوریه بود که در ۲۴ مارس ۲۰۱۵ برای هماهنگی در عملیات‌های نظامی این گروه‌ها در شمال سوریه ایجاد شده بود. احرار الشام بزرگ‌ترین عضو این ائتلاف بود. جبهه النصره و گروه‌های کوچکتری همچون لواء الحق، جندالاقصی، فیلق الشام، جیش السنه و اجناد الشام، هفت گروهی بودند که جیش الفتح را بنیان گذاشتند.
این ائتلاف در زمان تشکیل خود پیروزی‌های چشمگیری در استان ادلب به دست آورده‌بود. آن‌ها در ۲۸ مارس ۲۰۱۵ شهر ادلب مرکز استان ادلب را تصرف کرده بودند و در ۲۸ مه ۲۰۱۵ با تصرف شهر اریحا، استان ادلب را به اولین استان سوریه تبدیل کرده بودند که به‌طور کامل در اختیار اپوزیسیون قرار گرفته‌بود. آن‌ها تا حدی در استان حماة و استان لاذقیه هم درگیر شده بودند و در کوهستان قلمون واقع در مرز سوریه و لبنان نیز درگیر نبرد با دولت اسد، حزب‌الله لبنان و داعش شده‌اند.
جیش‌الفتح با الگوگیری از جبهه جنوبی ارتش آزاد، تشکیل شده بود که توانست با متحد کردن ۵۸ گروه مختلف مرتبط با ارتش آزاد سوریه به سازمان‌یافته‌ترین نیروی اپوزیسیون تبدیل شود. جندالاقصی و فیلق الشام که در ۲۴ مارس ۲۰۱۵ در تشکیل این ائتلاف نقش داشتند، به تدریج از این ائتلاف خارج شدند.

## جدایی جندالاقصی
جندالاقصی یکی از هفت گروه عضو ائتلاف جیش الفتح بود که در اکتبر ۲۰۱۵ از جیش الفتح خارج شد. این گروه سه دلیل را برای جدایی خود اعلام کرد:
1. فشار گروه‌های دیگر به خصوص از طرف احرار الشام برای جنگ با گروه داعش
2. موافقت گروه‌های دیگر با سیاست‌های استفان دی میستورا نماینده سازمان ملل و قبول قوانینی که مخالف شریعت اسلام هستند.
3. درخواست گروه‌های دیگر از ترکیه برای دخالت نظامی

جند الاقصی در بیانیه خود اعلام کرد که هیچ‌وقت با داعش نمی‌جنگد مگر اینکه آن‌ها به مناطقی که این گروه در آن قرار دارد حمله کنند. جند الاقصی در این بیانیه خواستار اعلان جنگ به روسیه و آمریکا شد و از داعش و گروه‌های اسلامی خواست تا اختلافات خود را با هم کنار بگذارند.